# Колийн Маккълоу
Колийн Маккълоу (на английски: Colleen McCullough) е австралийска писателка, авторка на няколко романа със световна известност.

## Биография и творчество
Тя е родена в Уелингтън, Нов Южен Уелс, Австралия, в семейството на Джеймс и Лаура Маккълоу. Майка ѝ е от Нова Зеландия и има маорски корени.
По професия е невролог и работи в различни болници в Сидни и Великобритания, след което в продължение на десет години се занимава с изследвания и преподаване в „Yale Medical School“ в Ню Хейвън, Кънектикът, САЩ.
От 1970 г. Колийн Маккълоу живее със съпруга си на остров Норфолк в южната част на Тихия океан.
Сред романите ѝ са „Птиците умират сами“ („The Thorn Birds“) и поредицата „Господари на Рим“ („Masters of Rome“).
Колийн Маккълоу умира на 29 януари 2015 г. на остров Норфолк, Австралия.

### Самостоятелни романи
- Tim (1974)
Невъзможна любов, изд. Selekt ABC, София (1993), Тим, ИК „Бард“, София (2021), прев. Вяра Стефанова
- The Thorn Birds (1977)
Птиците умират сами, изд. „Народна култура“, София (1982, 1984); изд. Art balkanique Co, София (1990); изд „Емас: Глобус“ (1997), изд. „Бард“, София (2004, 2004 – луксозно изд., 2009, 2014, 2025) – пълно издание, прев. Мариана Екимова-Мелнишка
- An Indecent Obsession (1981)
Безумна всеотдайност, ИК „Ведрина“, София (1993), прев. Весела Прошкова
- A Creed for the Third Millennium (1985)
Вяра, надежда, любов,  изд. „Ирис“, София (1993), прев. Александър Панов
- The Ladies of Missalonghi (1987)
Дамите от Мисалонги, ИК „Бард“, София (1993), прев. Иван Златарски
- The Song of Troy (1998)
- Morgan's Run (2000)
Сага за Австралия, ИК „Бард“, София (2001, 2025), прев. Емилия Масларова
- The Touch (2003)
Безкрайният път към дома, ИК „Бард“, София (2004), прев.
- Angel Puss (2005)
Безмълвният ангел, ИК „Бард“, София (2005), прев. Таня Виронова
- The Independence of Miss Mary Bennet (2008)
Сбогом на предразсъдъците, изд. „Бард“, София (2010), прев. Мариана Христова
- Bittersweet (2013)
Време за мечти, изд. „Ера“, София (2014), прев.

### Поредица „Господарите на Рим“ (Masters of Rome)
1. The First Man in Rome (1990)
Пръв сред римляните, изд. „Плеяда“, София (1995, 2019/2020), в 3 тома (Коварни планове; Време на поражения; Спасителят на Рим), прев. Борис Тодоров
2. The Grass Crown (1991)
Венец от трева, изд. „Плеяда“ (1996), в 3 тома (Предсказанието; Разривът; Омразата), прев. Борис Тодоров
3. Fortune's Favorites (1993)
Любимци на съдбата, изд. „Плеяда“ (1999, 2022), в 3 тома (Диктаторът; Властолюбци; Изменници), прев. Борис Тодоров
4. Caesar's Women (1996)
Жените на Цезар, изд. „Плеяда“, София (2000/2021, 2022), в 3 тома (Сервилия; Весталките; Божествената Юлия), прев. Борис Тодоров
5. Caesar (1997)
Цезар, изд. „Плеяда“, София (2001/2002, 2023), в 3 тома (Завоевател и заговорници; Войната с галите; Рубикон), прев. Марин Загорчев
6. The October Horse (2002)
Жертвеният жребец, изд. „Плеяда“, София (2003), в 3 тома (Дойдох, видях, победих; Разчистване на сметки; Възмездието), прев. Марин Иванов
7. Antony and Cleopatra (2007)
Антоний и Клеопатра, изд. „Бард“, София (2008), прев. Венцислав Божилов

### Поредица „Кармине Делмонико“ (Carmine Delmonico)
1. On, Off (2006)
Колекционерът на пеперуди, ИК „Бард“, София (2007), прев. Елена Кодинова
2. Too Many Murders (December 2009)
Лавина от убийства, изд. „Бард“, София (2011), прев. Цветана Генчева
3. Naked Cruelty (2010)
4. The Prodigal Son (2012)
5. Sins of the Flesh (2013)

### Документалистика
- The Courage and the Will: The Life of Roden Cutler VC (1999)
- Life Without the Boring Bits (2011)

## За нея
- Mary Jean DeMarr. Colleen McCullough: A Critical Companion. Greenwood Publishing Group 1996; ISBN 0-313-29499-2